# 구글 블로그 검색

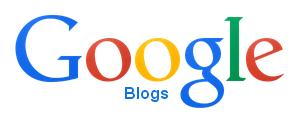
구글 블로그

구글 블로그 검색(Google Blog Search)은 블로그 검색을 위해 사용된 구글의 특수한 서비스였다. 2011년 5월 중에 서비스가 중단되었다. 블로그 검색은 완전히 성숙한 블로그 및 피드 검색 기능을 제공하는 최초의 주요 검색 엔진이었다.
2005년 출시되었다. 구글 블로그 검색에 쓰이는 봇의 속도는 표준 구글봇보다 더 빨랐는데, 그 이유는 블로그에 대한 업데이트가 구글봇이 기본으로 소요하는 수주가 아닌 수시간 내에 이용이 가능했기 때문이다. 블로그 검색의 검색은 검색 칸에 검색 용어를 타이핑하면 주제와 관련한 가장 알맞은 결과를 보여준다는 점에서 구글 검색과 동일하게 수행되었다. 블로그 검색은 블로거, 라이브저널, 웹로그 등 블로그 세상 속 다양한 서비스를 들여다보았다. 어느 시기부터는 브라우저의 주소 표시줄에 URL을 수동으로 서식 지정을 하면 구글이 블로그검색 데이터베이스를 강제로 접근 및 검색할 수 있었다. 그러나 2016년 3월, 구글은 이 접근을 철회하였다.

## 같이 보기
- 서비스형 검색(영어판)